# 莱特瓦尔制
莱特瓦尔制（英語：Ryotwari system）是英属印度于19世纪推行的田赋制度，由马德拉斯管辖区总督托马斯·门罗爵士（Sir Thomas Munro, 1st Baronet）于1820年开创。“莱特瓦尔”的词根“莱特”（英語：Ryot）意为农民。莱特瓦尔制主要实行于南印度的马德拉斯管辖区和西印度的孟买管辖区，在贝拉尔省、阿萨姆省等地也有实行。莱特瓦尔制以莱特农民为税收对象，政府与莱特农民直接订立合约，由政府对莱特农民的耕地进行测量、分级、估税，莱特农民直接缴税给政府。莱特农民可自行放弃或获得新的耕地。税率通常三十年改订一次。
莱特瓦尔制的早期形式于18世纪末期便开始在马德拉斯省试行。1820年5月，新上任的马德拉斯总督托马斯·门罗爵士对试行旧制加以修改，加入了保护村社上层米拉西达尔地主（Mirasidars）利益的措施，以新制名义在马德拉斯省正式全面实行。马德拉斯的莱特瓦尔制对婆罗门等上层种姓大加优待，实行减税和免税，同时保持对莱特农民的高额税收。马德拉斯的莱特瓦尔制不以农地产量，而以土质为标准估算税赋，实际的赋率因而高达农田总产量的50%左右。
1836年起，孟买管辖区正式引入莱特瓦尔制。孟买管辖区依产量确定税收，但赋率依然占到45%至50%。
自1871年起，英属印度当局开始增加地方附加税，起初税率为田赋的10%，于1895年增至12.5%，进一步加重莱特农民的负担，导致大量农民破产。19世纪末20世纪初，英属印度便有三分之一的土地被高利贷者兼并。不少农民不堪重负，抛弃耕地出逃，导致农地荒芜，粮食短缺。19世纪末，英属印度曾发生6次饥荒，死亡人数达到1,500万。莱特瓦尔制在印度独立后才逐渐解体。